# Berstheim
Berstheim település Franciaországban, Bas-Rhin megyében. Lakosainak száma 513 fő (2022. január 1.). Berstheim Uhlwiller, Wittersheim, Batzendorf, Hochstett, Ohlungen és Wintershouse községekkel határos.

## Népesség
A település népességének változása:
| Lakosok száma | 417  | 431  | 451  | 437  | 445  | 444  | 467  | 490  | 513  |
|               | 2013 | 2015 | 2016 | 2017 | 2018 | 2019 | 2020 | 2021 | 2022 |